# Menjamel ornat
El menjamel ornat (Ptilotula ornata) és un ocell de la família dels melifàgids (Meliphagidae).

## Hàbitat i distribució
Habita mallee des del sud d'Austràlia Occidental, cap a l'est, a través del sud d'Austràlia Meridional fins l'est de Nova Gal·les del Sud i sud de Victòria